# Nripa Kama II
Nripa Kama II (1026 – 1047 d. C.) fue uno de los primeros reyes de los joisala, en la región de las Malnad (tierras altas), en Karnataka.
Probablemente fue vasallo de la Dinastía Ganga Occidental. Libró muchas batallas contra los cholas. Aunque fue incapaz de aniquilar a los cholas de las regiones del sur de la actual Karnataka, gobernó con éxito sobre varias regiones de la zona Malnad.